# Hitna služba (televizijska serija)
Hitna služba (amer. engl. emergency room ili skraćeno E.R.), američka je dramska televizijska serija čiji je stvaralac priznati autor i liječnik Michael Crichton, a koja se u originalu u SAD-u emitirala na televizijskoj mreži NBC u razdoblju od 19. rujna 1994. do 2. travnja 2009. godine. Sveukupno je snimljena 331 epizoda tijekom 15 sezona trajanja serije. Producirale su je kompanije Constant c Productions i Amblin Television u suradnji s Warner Bros. Television. Radnja Hitne službe prati poslovne i privatne živote medicinskog osoblja izmišljene bolnice County General u Chicagu (država Illinois). Radi se o najdulje emitiranoj seriji medicinske tematike u povijesti američke televizije. Hitna služba osvojila je 23 prestižne televizijske nagrade Emmy uključujući i onu za najbolju dramsku seriju 1996. godine te sveukupno skupila 124 nominacije za istu nagradu što ju označava najnominiranijim dramskim programom u povijesti. Sveukupno je serija osvojila 116 različitih nagrada uključujući nagradu Peabody te četiri nagrade Udruženja američkih glumaca u kategoriji najboljeg glumačkog ansambla u dramskoj seriji. Serije sa svim sezonama je postala dostupna od 17. srpnja 2022. na HBO Maxu.

## Produkcija

### Razvoj serije
Godine 1974. autor Michael Crichton napisao je scenarij temeljen na svojim vlastitim iskustvima dok je radio u hitnoj službi. Scenarij je godinama ostao netaknut, a Crichton se u međuvremenu posvetio drugim poslovima. Godine 1990. objavio je roman Jurski park kojeg je u suradnji s redateljem Stevenom Spielbergom adaptirao u istoimeni filmski blockbuster tri godine kasnije. Njih dvojica su se nakon uspjeha filma okrenuli scenariju za Hitnu službu za kojeg su odlučili da će puno bolje funkcionirati kao dvosatna televizijska pilot epizoda nego kao dugometražni film. Spielbergova kompanija Amblin Entertainment zaposlila je Johna Wellsa kao izvršnog producenta serije. Scenarij po kojem je snimana pilot epizoda ostao je praktički nepromijenjen u odnosu na onaj kojeg je Crichton napisao 1974. godine. Jedine veće promjene koje su producenti željeli 1994. godine bile su da lik Susan Lewis bude žena, da lik Petera Bentona bude Afroamerikanac te da se vrijeme trajanja skrati za 20-ak minuta kako bi se epizoda uklopila u dvosatni blok na televizijskoj mreži NBC. Zbog nedostatka vremena i novca potrebnih za izgradnju seta, pilot epizoda Hitne službe snimljena je u bivšoj bolnici Linda Vista u Los Angelesu koja je prestala s radom 1990. godine. Nedugo potom u studijima Warnera u Burbanku (Kalifornija) izgrađen je set po uzoru na bolnicu County General u Los Angelesu premda je veliki dio serije sniman i na stvarnim lokacijama u Chicagu, pogotovo scene čija se radnja odvija na nadzemnoj željeznici.
Warren Littlefield, predsjednik NBC Entertainmenta u to vrijeme, bio je impresioniran serijom: "Svi smo bili zaintrigirani, ali i pomalo uplašeni zbog činjenice što tako brzo nakon završetka emitiranja serije St. Elsewhere ponovno idemo s medicinskom serijom." Nakon što se Spielberg pridružio seriji kao producent, NBC je naručio snimanje šest epizoda: "Hitna služba svoju je premijeru imala u ponedjeljak u isto vrijeme kada se održavala i NFL utakmica na ABC-u, ali gledanost je bila viša od očekivane. Nakon toga pomaknuli smo emitiranje ostalih epizoda na četvrtak i gledanost je jednostavno eksplodirala", komentirao je Littlefield u jednom od intervjua. Uspjeh serije iznenadio je kako čelnike televizijske mreže, tako i kritiku budući se očekivalo da će ju druga medicinska serija autora Davida E. Kelleyja (Chicago Hope) uništiti u smislu gledanosti.
Spielberg je kao producent napustio seriju nakon prve sezone, ali je ostao upamćen po donošenju jedne od krucijalnih odluka: lik Carol Hathaway koji je u originalnom scenariju za pilot epizodu trebao umrijeti, ipak je preživio. Crichton je ostao izvršni producent serije sve do svoje smrti u studenom 2008. godine premda je njegovo ime na odjavnoj špici serije zadržano do kraja njezinog emitiranja. Wells, drugi izvršni producent bio je glavni voditelj serije njezine prve tri sezone. On je također bio jedan od glavnih scenarista serije, a u kasnijim sezonama postao je i redoviti redatelj pojedinih epizoda. Lydia Woodward bila je dijelom produkcijskog tima tijekom prve sezone serije, a izvršni producent postala je od treće sezone. Godinu dana kasnije postala je glavna voditeljica serije dok se Wells posvetio razvoju drugih televizijskih serija poput Trinity, Heroja iz strasti i Zapadnog krila. Svoje mjesto izvršne producentice napustila je na kraju šeste sezone, ali do kraja emitiranja serije ostala je jednom od njezinih scenaristica.
Joe Sachs, jedan od scenarista i producenata Hitne službe smatrao je da je od izuzetne važnosti za seriju bila njezina medicinska autentičnost: "Naravno da smo određene stvari morali izdramatizirati, kao na primjer vrijeme reakcije na lijek za koji u stvarnosti treba 10 minuta u seriji smo skratili na 30 sekundi. Također smo 12-satne ili 24-satne smjene morali 'ugurati' u 45 minuta. Međutim naučili smo da je preciznost izuzetno važna iz više razloga, a ne samo zbog dramatičnosti."
Jack Orman zamijenio je Woodwardicu kao glavni voditelj serije. Orman je na seriji započeo raditi od njezine četvrte sezone kao scenarist i producent nakon što se dokazao radom na seriji JAG. Brzo je promoviran u izvršnog producenta te od sedme sezone i u njezinog glavnog voditelja. Na tom mjestu nalazio se tri sezone prije napuštanja serije na kraju devete godine emitiranja. Orman je također bio učestali scenarist, a i režirao je tri epizode same serije. David Zabel postao je glavni scenarist i izvršni producent serije u njezinim kasnijim sezonama. Timu se pridružio u osmoj sezoni, a od dvanaeste sezone nadalje postao je njezin izvršni producent i glavni voditelj. Zabel je bio najčešći scenarist serije (sveukupno je napisao 41 epizodu), a u jednom je trenutku ostvario i svoj redateljski debi. Christopher Chulack je bio najčešći redatelj serije na kojoj je radio i kao producent svih 15 godina emitiranja. U četvrtoj sezoni postao je izvršnim producentom, ali kasnije se povukao s posla kako bi se posvetio radu na drugim projektima. Ostali izvršni producenti serije bili su Carol Flint, Neal Baer, R. Scott Gemmill, Dee Johnson, Joe Sachs, Lisa Zwerling i Janine Sherman Barrois. Neki od njih imali su pozamašnog iskustva u hitnoj medicini. Joe Sachs bio je doktor hitne službe dok su Lisa Zwerling i Neal Baer bili pedijatri. Kompletna ekipa iza kamere učestalo je osvajala nagrade za scenarij, režiju, produkciju, montažu, zvuk, casting i glazbu.

### Glumačka postava i likovi
Izvornu glumačku postavu serije činili su Anthony Edwards kao dr. Mark Greene, George Clooney kao dr. Doug Ross, Sherry Stringfield kao dr. Susan Lewis, Noah Wyle kao student medicine John Carter i Eriq La Salle kao dr. Peter Benton. Tijekom prve sezone glavna sestra Carol Hathaway koju je tumačila Julianna Margulies, a koja u pilot epizodi pokuša počiniti samoubojstvo postala je također dijelom glavne glumačke postave. Ming Na prvi je puta u seriji nastupila u ulozi studentice medicine Jing-Mei "Deb" Chen, ali se nije vratila u drugoj nego tek u šestoj sezoni serije. Gloria Reuben i Laura Innes pridružit će se glavnoj glumačkoj postavi kao Jeanie Boulet odnosno dr. Kerry Weaver od druge sezone serije.
Prva članica izvorne glumačke postave koja je otišla iz serije bila je Sherry Stringfield za koju su producenti mislili da je željela više novaca za ulogu, ali koja je zapravo otišla zbog toga što ju slava nije pretjerano zanimala. Glumica će se kasnije vratiti u seriju u razdoblju od 2001. do 2005. godine. Clooney je seriju napustio 1999. godine kako bi se posvetio filmskoj karijeri, a Margulies je otišla godinu dana kasnije. U osmoj sezoni seriju su napustili La Salle i Edwards kada je lik Bentona odlučio napustiti bolnicu kako bi se posvetio odgoju sina, a lik Marka Greenea umro od tumora na mozgu. Wyle je napustio seriju nakon jedanaeste sezone kako bi više vremena proveo sa svojom obitelji, ali se do kraja serije vraćao u dva navrata u trinaestoj i petnaestoj sezoni. Sve navedene glumce s vremenom su zamijenili drugi, poput Gorana Višnjića kao dr. Luka Kovač, Maure Tierney kao dr. Abby Lockhart, Alex Kingston kao dr. Elizabeth Corday i Paula McCranea kao dr. Robert Romano. U posljednjih nekoliko sezona seriji se se kao članovi glavne glumačke postave pridružili Mekhi Phifer kao dr. Greg Pratt, Scott Grimes kao dr. Archie Morris, Parminder Nagra kao dr. Neela Rasgotra, Shane West kao dr. Ray Barnett, Linda Cardellini kao sestra Samantha Taggart, John Stamos kao Tony Gates i Angela Bassett kao dr. Catherine Banfield.
Uz članove glavne glumačke postave serija Hitna služba sastojala se i od velikog broja glumaca koji su se učestalo pojavljivali u epizodama, a koji su glumili razne medicinske tehničare, osoblje bolnice, medicinske sestre i doktore. Uz njih tijekom 15 godina serije veliki broj poznatih glumaca nastupio je u gostujućim ulogama od kojih su se neki pojavljivali tek u jednoj epizodi (u kojoj bi uglavnom glumili pacijente) ili u radnji koja se protezala kroz nekoliko epizoda najčešće tijekom jedne sezone.
| lik                | Glumac/glumica     | sezone         | sezone       | sezone         | sezone         | sezone         | sezone       | sezone       | sezone         | sezone       | sezone         | sezone         | sezone         | sezone       | sezone         | sezone         |
| lik                | Glumac/glumica     | 1.             | 2.           | 3.             | 4.             | 5.             | 6.           | 7.           | 8.             | 9.           | 10.            | 11.            | 12.            | 13.          | 14.            | 15.            |
| ------------------ | ------------------ | -------------- | ------------ | -------------- | -------------- | -------------- | ------------ | ------------ | -------------- | ------------ | -------------- | -------------- | -------------- | ------------ | -------------- | -------------- |
| Mark Greene        | Anthony Edwards    | Glavna uloga   | Glavna uloga | Glavna uloga   | Glavna uloga   | Glavna uloga   | Glavna uloga | Glavna uloga | Glavna uloga   |              |                |                |                |              |                | Gost           |
| Doug Ross          | George Clooney     | Glavna uloga   | Glavna uloga | Glavna uloga   | Glavna uloga   | Glavna uloga   | Gost         |              |                |              |                |                |                |              |                | Gost           |
| Susan Lewis        | Sherry Stringfield | Glavna uloga   | Glavna uloga | Glavna uloga   |                |                |              |              | Glavna uloga   | Glavna uloga | Glavna uloga   | Glavna uloga   | Glavna uloga   |              |                | Gost           |
| John Carter        | Noah Wyle          | Glavna uloga   | Glavna uloga | Glavna uloga   | Glavna uloga   | Glavna uloga   | Glavna uloga | Glavna uloga | Glavna uloga   | Glavna uloga | Glavna uloga   | Glavna uloga   | Gost           |              |                | Sporedna uloga |
| Carol Hathaway     | Julianna Margulies | Glavna uloga   | Glavna uloga | Glavna uloga   | Glavna uloga   | Glavna uloga   | Glavna uloga |              |                |              |                |                |                |              |                | Gost           |
| Peter Benton       | Eriq La Salle      | Glavna uloga   | Glavna uloga | Glavna uloga   | Glavna uloga   | Glavna uloga   | Glavna uloga | Glavna uloga | Glavna uloga   |              |                |                |                |              |                | Gost           |
| Jeanie Boulet      | Gloria Reuben      | Gost           | Glavna uloga | Glavna uloga   | Glavna uloga   | Glavna uloga   | Glavna uloga |              |                |              |                |                |                |              | Gost           |                |
| Kerry Weaver       | Laura Innes        |                | Gost         | Glavna uloga   | Glavna uloga   | Glavna uloga   | Glavna uloga | Glavna uloga | Glavna uloga   | Glavna uloga | Glavna uloga   | Glavna uloga   | Glavna uloga   | Glavna uloga |                | Gost           |
| Anna Del Amico     | Maria Bello        |                |              | Sporedna uloga | Glavna uloga   |                |              |              |                |              |                |                |                |              |                |                |
| Elisabeth Corday   | Alex Kingston      |                |              |                | Glavna uloga   | Glavna uloga   | Glavna uloga | Glavna uloga | Glavna uloga   | Glavna uloga | Glavna uloga   | Glavna uloga   |                |              |                | Gost           |
| Lucy Knight        | Kellie Martin      |                |              |                |                | Glavna uloga   | Glavna uloga |              |                |              |                |                |                |              |                |                |
| Robert Romano      | Paul McCrane       |                |              |                | Sporedna uloga | Sporedna uloga | Glavna uloga | Glavna uloga | Glavna uloga   | Glavna uloga | Glavna uloga   |                |                |              |                | Gost           |
| Luka Kovač         | Goran Višnjić      |                |              |                |                |                | Glavna uloga | Glavna uloga | Glavna uloga   | Glavna uloga | Glavna uloga   | Glavna uloga   | Glavna uloga   | Glavna uloga | Sporedna uloga | Gost           |
| Cleo Finch         | Michael Michele    |                |              |                |                |                | Glavna uloga | Glavna uloga | Glavna uloga   |              |                |                |                |              |                |                |
| Dave Mallucci      | Erik Palladino     |                |              |                |                |                | Glavna uloga | Glavna uloga | Glavna uloga   |              |                |                |                |              |                |                |
| Jing-Mei Chen      | Ming-Na            | Sporedna uloga |              |                |                |                | Glavna uloga | Glavna uloga | Glavna uloga   | Glavna uloga | Glavna uloga   | Glavna uloga   |                |              |                |                |
| Abby Lockhart      | Maura Tierney      |                |              |                |                |                | Glavna uloga | Glavna uloga | Glavna uloga   | Glavna uloga | Glavna uloga   | Glavna uloga   | Glavna uloga   | Glavna uloga | Glavna uloga   | Glavna uloga   |
| Michael Gallant    | Sharif Atkins      |                |              |                |                |                |              |              | Glavna uloga   | Glavna uloga | Glavna uloga   | Gost           | Sporedna uloga |              |                |                |
| Gregory Pratt      | Mekhi Phifer       |                |              |                |                |                |              |              | Sporedna uloga | Glavna uloga | Glavna uloga   | Glavna uloga   | Glavna uloga   | Glavna uloga | Glavna uloga   | Gost           |
| Neela Rasgotra     | Parminder Nagra    |                |              |                |                |                |              |              |                |              | Glavna uloga   | Glavna uloga   | Glavna uloga   | Glavna uloga | Glavna uloga   | Glavna uloga   |
| Samantha Taggart   | Linda Cardellini   |                |              |                |                |                |              |              |                |              | Glavna uloga   | Glavna uloga   | Glavna uloga   | Glavna uloga | Glavna uloga   | Glavna uloga   |
| Ray Barnett        | Shane West         |                |              |                |                |                |              |              |                |              |                | Glavna uloga   | Glavna uloga   | Glavna uloga |                | Gost           |
| Archie Morris      | Scott Grimes       |                |              |                |                |                |              |              |                |              | Sporedna uloga | Sporedna uloga | Glavna uloga   | Glavna uloga | Glavna uloga   | Glavna uloga   |
| Tony Gates         | John Stamos        |                |              |                |                |                |              |              |                |              |                |                | Gost           | Glavna uloga | Glavna uloga   | Glavna uloga   |
| Simon Brenner      | David Lyons        |                |              |                |                |                |              |              |                |              |                |                |                |              | Sporedna uloga | Glavna uloga   |
| Catherine Banfield | Angela Bassett     |                |              |                |                |                |              |              |                |              |                |                |                |              |                | Glavna uloga   |

### Emitiranje
Nakon prikazivanja dvosatne pilot epizode dana 19. rujna 1994. godine, serija Hitna služba s emitiranjem je započela od četvrtka, 22. rujna od 22 sata. U istom terminu prikazivala se svih 15 godina trajanja. Hitna služba treća je najduže emitirana serija televizijske mreže NBC u povijesti, odmah nakon serija Zakon i red i Zakon i red: Odjel za žrtve, a također je i najduže emitirana serija medicinske tematike u povijesti. Dana 2. travnja 2008. godine NBC je najavio produljenje emitiranja serije na petnaestu sezonu. U početku se ta sezona trebala sastojati od 19 epizoda s dvosatnom posljednjom epizodom koja bi se emitirala 12. ožujka 2009. godine; međutim NBC je u siječnju 2009. godine odlučio produžiti seriju za dodatne tri epizode. Tako je posljednja epizoda serije Hitna služba emitirana 2. travnja 2009. godine; dvosatnom finalu prethodila je jednosatna retrospektiva kompletne serije. Cijena 30-sekundnog televizijskog spota za vrijeme emitiranja finala serije iznosila je 425 tisuća dolara, tri puta više od cijene emitiranja iste dužine spota za bilo koju drugu epizodu te sezone (135 tisuća dolara). Između četvrte i šeste sezone snimanje Hitne službe koštalo je do tada rekordnih 13 milijuna dolara. Televizijska mreža TNT u to je vrijeme također platila rekordnu cijenu od jednog milijuna dolara po repriznom emitiranju epizoda iz prve četiri sezone. Cijena produkcije jedne epizode u prve tri sezone iznosila je 2 milijuna dolara, a između sedme i devete sezone produkcija svake pojedinačne epizode koštala je 8 milijuna dolara.

### Epizode
Radnja gotovo svake epizode serije uglavnom je fokusirana na hitnu službu, a većina scena odvija se unutar bolnice ili u okolnim ulicama. Uz to većina sezona sadrži barem jednu radnju koja se odvija izvan bolnice, a često i izvan samog Chicaga. Tijekom produkcije serije radnje su se odvijale u Demokratskoj Republici Kongo, Francuskoj, Iraku i Sudanu. Jedna od najranijih priča uključivala je putovanje dr. Rossa i dr. Greenea u Kaliforniju, a u osmoj sezoni radnja se odvijala na Havajima te uključivala dr. Greenea i dr. Corday. Početak devete sezone odvijao se u Demokratskoj Republici Kongo s dr. Kovačem, dr. Carterom i dr. Prattom. U jednom od intervjua producent John Wells je izjavio: "Davali smo pozornost Kongu i Darfuru kad to nitko drugi nije činio. Imali smo puno veću gledanost od večernjih vijesti te smo na taj način osvijestili između 25 i 30 milijuna ljudi o tome što se događa u Africi". Također je nadodao: "Serija ne želi reći gledateljima da moraju jesti više povrća, ali ako to možemo ubaciti u zabavan kontekst, ne postoji ništa bolje." Radnja serije također se učestalo bavila socijalno-političkim temama poput HIV-a i AIDS-a, transplatacije organa, mentalnih bolesti, rasizma, krijumčarenje ljudima, eutanazijom, siromaštvom, ovisnošću i pravima homoseksualaca. Određene epizode snimljene su u puno kreativnijim formatima poput premijere četvrte sezone naziva Ambush koja je snimana uživo, a koju su glumci morali odraditi dva puta - jednom za istočnu obalu i tri sata poslije za zapadnu, te epizode Hindsight iz 2002. godine koja je snimljena unatrag, a prati dr. Luku Kovača od tragičnih događaja za Badnjak pa sve do božićne zabave koja im je prethodila.

## Priznanja

### Gledanost
Prve godine emitiranja serija Hitna služba pred male ekrane privlačila je 19 milijuna gledatelja po epizodi što ju je postavilo na drugo mjesto najgledanijih televizijskih serija, odmah iza Seinfelda. Sljedeće dvije godine Hitna služba bila je najgledaniji televizijski program u Sjevernoj Americi. Gotovo punih pet godina Hitna služba i Seinfeld su se izmjenjivale na prvom mjestu gledanosti, ali 1998. godine Seinfeld je završio s emitiranjem pa je Hitna služba ponovno zasjela na tron. Posljednju epizodu serije gledalo je 16,4 milijuna ljudi. Najgledanija epizoda serije uopće je Hell and High Water iz druge sezone koju je gledalo 48 milijuna ljudi.
| sezona | premijera sezone    | finale sezone     | plasman gledanosti | broj gledatelja (u milijunima) |
| ------ | ------------------- | ----------------- | ------------------ | ------------------------------ |
| 1.     | 19. rujna 1994.     | 18. svibnja 1995. | 2.                 | 19,08                          |
| 2.     | 21. rujna 1995.     | 16. svibnja 1996. | 1.                 | 21,10                          |
| 3.     | 26. rujna 1996.     | 15. svibnja 1997. | 1.                 | 30,79                          |
| 4.     | 25. rujna 1997.     | 14. svibnja 1998. | 2.                 | 30,2                           |
| 5.     | 24. rujna 1998.     | 20. svibnja 1999. | 1.                 | 25,4                           |
| 6.     | 30. rujna 1999.     | 18. svibnja 2000. | 4.                 | 24,95                          |
| 7.     | 12. listopada 2000. | 17. svibnja 2001. | 2.                 | 22,4                           |
| 8.     | 27. rujna 2001.     | 16. svibnja 2002. | 3.                 | 22,1                           |
| 9.     | 26. rujna 2002.     | 15. svibnja 2003. | 6.                 | 19,99                          |
| 10.    | 25. rujna 2003.     | 13. svibnja 2004. | 8.                 | 19,04                          |
| 11.    | 23. rujna 2004.     | 19. svibnja 2005. | 16.                | 15,17                          |
| 12.    | 22. rujna 2005.     | 18. svibnja 2006. | 30.                | 12,06                          |
| 13.    | 21. rujna 2006.     | 17. svibnja 2007. | 40.                | 11,56                          |
| 14.    | 27. rujna 2007.     | 15. svibnja 2008. | 54.                | 9,20                           |
| 15.    | 25. rujna 2008.     | 2. travnja 2009.  | 37.                | 10,30                          |

### Kritike
Tijekom većeg dijela emitiranja serije, Hitna služba dobivala je pozitivne ocjene kritičara i publike. Marvin Kitman iz magazina Newsday dao je izrazito pozitivnu ocjenu seriji u svojoj kritici: "Kao da gledamo MASH, samo uz puno manje helikoptera i smijeha. Hitna služba je kao gledanje pravog odjela: nikad nemate dovoljno informacija o pacijentima niti se stignete poistovijetiti s njima. Samo im pomognete, otpustite i krenete dalje." Richard Zoglin iz časopisa Time istaknuo je da je riječ o "vjerojatno najrealističnijem izmišljenom portretu medicinske profesije kojeg je televizija ikada imala prilike prikazati". 
Kritike na prvu sezonu serije bile su izrazito pozitivne. U svojoj kritici za Variety, Alan Rich je hvalio režiju i montažu pilot epizode, dok je Eric Mink za New York Daily News istaknuo da je pilot epizoda Hitne službe "bio prikaz urbanog kaosa tog odjela i mladih i predanih doktora". Ipak, određeni kritičari smatrali su da epizode prikazane nakon pilota nisu ostale dosljedne pilotu, a Mink je posebno istaknuo da se "veliko obećanje pilot epizode serije vrlo brzo pretvara u rutinsku i predvidljivu medicinsku dramu koju smo do sada puno puta imali prilike za vidjeti."
Televizijska mreža NBC započela je s emitiranjem serije u isto vrijeme kada je CBS krenuo s emitiranjem još jedne medicinske drame - Chicago Hope, pa su kritičari učestalo povlačili paralele između te dvije serije. Eric Mink zaključio je da će Hitna služba vjerojatno biti gledanija, ali da Chicago Hope ima puno bolje priče dok je Rich istaknuo da su obje serije "superioran TV program". Godine 1996. Daily Telegraph u svojem tekstu je istaknuo: "Činjenica što polovicu vremena kao gledatelji nemamo pojma o čemu to doktori pričaju čini Hitnu službu još boljom".
Godine 2002. časopis TV Guide postavio je Hitnu službu na 22. mjesto svoje liste "najboljih 50 serija" čime je postala drugom najboljom serijom medicinske tematike na toj listi (odmah iza serije St. Elsewhere koja je bila 20-a). Također epizoda iz prve sezone, Love's Labor Lost postavljena je na šesto mjesto liste "100 najboljih epizoda televizijskih serija svih vremena" časopisa TV Guide (na istoj listi nekoliko godina prije toga zauzela je treće mjesto). Na listi "novih TV klasika" časopisa Entertainment Weekly serija je postavljena na 19. mjesto. Britanski magazin Empire postavio je Hitnu službu na 29. mjesto svoje liste "najboljih 50 TV serija svih vremena" te proglasio Hell or High Water najboljom epizodom serije. Godine 2012. Hitna služba proglašena je najboljom televizijskom dramskom serijom u posebnoj ABC-jevoj epizodi Best in TV: The Greatest TV Shows of Our Time. Godinu dana kasnije časopis TV Guide postavio ju je na 9. mjesto svoje liste najboljih 60 dramskih serija svih vremena te na 29. mjesto najboljih televizijskih serija općenito. Iste godine Udruženje scenarista Amerike postavilo je seriju na 27. mjesto svoje liste "101 najbolje napisane televizijske serije svih vremena".

### Nagrade
Serija Hitna služba nominirana je za sveukupno 375 televizijskih nagrada od čega je osvojila njih 116. Zanimljivo je spomenuti da je od 25 nominacija za nagradu Zlatni globus serija osvojila samo jednu i to 1998. godine za najboljeg glavnog glumca u dramskoj seriji (Anthony Edwards za ulogu dr. Marka Greenea). Za istu nagradu Hitna služba nominirana je sedam godina zaredom u kategoriji dramske serije (za prvih sedam sezona).
Julianna Margulies (koja glumi glavnu sestru Carol Hathaway) jedina je članica glumačke postave koja je osvojila prestižnu televizijsku nagradu Emmy - za najbolju sporednu glumicu 1995. godine (za prvu sezonu). Poznata redateljica Mimi Leder kojoj je režija Hitne službe bila odskočna daska za karijeru u Hollywoodu (režirat će filmove Mirotvorac, Žestoki udar, Šalji dalje i Lopovi) osvojila je nagradu Emmy za režiju epizode Love's Labour Lost (iz prve sezone). Ista epizoda dobila je nagradu Emmy u kategoriji najboljeg scenarija, a prva sezona serije općenito je bila i ostala najnagrađivanija osvojivši ukupno 8 Emmyja. 
Mnoge poznate filmske zvijezde glumile su gostujuće uloge u seriji. Posebno treba izdvojiti Sally Field (dobitnicu Emmyja 2001. godine za ulogu bipolarne majke Maggie Wyczenski) i Raya Liottu (dobitnika Emmyja 2005. godine za ulogu umirućeg pacijenta Charlieja Metcalfa). Tijekom 15 godina jedino peta sezona serije nije imala nominaciju za Emmy u kategoriji gostujuće uloge. Među nominiranima nalaze se: Rosemary Clooney, Penny Fuller, Ewan McGregor, Swoozie Kurtz, Alan Alda, James Cromwell, Mary McDonnell, Don Cheadle, Bob Newhart, Red Buttons, James Woods, Forest Whitaker, Stanley Tucci i Ernest Borgnine. 

#### Emmy
| Godina | Kategorija                                   | Nominiran(i) | Sezona/Epizoda                          | Rezultat   |
| ------ | -------------------------------------------- | --- | --------------------------------------- | ---------- |
| 1995.  | Najbolja serija - drama                      | Michael Crichton, John Wells, Mimi Leder, Robert Nathan, Lydia Woodward, Paul Manning, Christopher Chulack, Dennis Murphy                                                           | Prva sezona                             | Nominacija |
| 1995.  | Najbolja sporedna glumica u dramskoj seriji  | Julianna Margulies | Sleepless in Chicago                    | Pobjeda    |
| 1995.  | Najbolji sporedni glumac u dramskoj seriji   | Noah Wyle | Hit and Run                             | Nominacija |
| 1995.  | Najbolji sporedni glumac u dramskoj seriji   | Eriq La Salle | 9 ½ Hours                               | Nominacija |
| 1995.  | Najbolja glavna glumica u dramskoj seriji    | Sherry Stringfield | Motherhood                              | Nominacija |
| 1995.  | Najbolji glavni glumac u dramskoj seriji     | Anthony Edwards | Love's Labor Lost                       | Nominacija |
| 1995.  | Najbolji glavni glumac u dramskoj seriji     | George Clooney | Long Day's Journey                      | Nominacija |
| 1995.  | Najbolji scenarij za dramsku seriju          | Michael Crichton | 24 Hours (pilot epizoda)                | Nominacija |
| 1995.  | Najbolji scenarij za dramsku seriju          | Lance Gentile | Love's Labor Lost                       | Pobjeda    |
| 1995.  | Najbolja režija za dramsku seriju            | Rod Holcomb | 24 Hours (pilot epizoda)                | Nominacija |
| 1995.  | Najbolja režija za dramsku seriju            | Mimi Leder | Love's Labor Lost                       | Pobjeda    |
| 1995.  | Najbolji gostujući glumac u dramskoj seriji  | Alan Rosenberg | Into That Good Night                    | Nominacija |
| 1995.  | Najbolji gostujući glumac u dramskoj seriji  | Vondie Curtis-Hall | ER Confidential                         | Nominacija |
| 1995.  | Najbolja gostujuća glumica u dramskoj seriji | Rosemary Clooney | Going Home                              | Nominacija |
| 1995.  | Najbolja gostujuća glumica u dramskoj seriji | Colleen Flynn | Love's Labor Lost                       | Nominacija |
| 1996.  | Nagrada predsjednika                         | | Druga sezona                            | Nominacija |
| 1996.  | Najbolja serija - drama                      | Michael Crichton, John Wells, Carol Flint, Mimi Leder, Lydia Woodward, Paul Manning, Christopher Chulack, Wendy Spence                                                              | Druga sezona                            | Pobjeda    |
| 1996.  | Najbolja sporedna glumica u dramskoj seriji  | Julianna Margulies | Home                                    | Nominacija |
| 1996.  | Najbolji sporedni glumac u dramskoj seriji   | Noah Wyle | Druga sezona                            | Nominacija |
| 1996.  | Najbolja glavna glumica u dramskoj seriji    | Sherry Stringfield | Take These Broken Wings                 | Nominacija |
| 1996.  | Najbolji glavni glumac u dramskoj seriji     | Anthony Edwards | A Shift in the Night                    | Nominacija |
| 1996.  | Najbolji glavni glumac u dramskoj seriji     | George Clooney | Hell and High Water                     | Nominacija |
| 1996.  | Najbolji scenarij za dramsku seriju          | John Wells | The Healers                             | Nominacija |
| 1996.  | Najbolji scenarij za dramsku seriju          | Neal Baer | Hell and High Water                     | Nominacija |
| 1996.  | Najbolja režija za dramsku seriju            | Mimi Leder | The Healers                             | Nominacija |
| 1996.  | Najbolja režija za dramsku seriju            | Christopher Chulack | Hell and High Water                     | Nominacija |
| 1996.  | Najbolja gostujuća glumica u dramskoj seriji | Penny Fuller | Welcome Back Carter                     | Nominacija |
| 1997.  | Nagrada predsjednika                         | | Treća sezona                            | Nominacija |
| 1997.  | Najbolja serija - drama                      | Michael Crichton, John Wells, Carol Flint, Lydia Woodward, Paul Manning, Christopher Chulack, Penny Adams, Neal Baer, Lance Gentile, Wendy Spence                                   | Treća sezona                            | Nominacija |
| 1997.  | Najbolji scenarij za dramsku seriju          | John Wells | Faith                                   | Nominacija |
| 1997.  | Najbolji scenarij za dramsku seriju          | Neal Baer | Whose Appy Now?                         | Nominacija |
| 1997.  | Najbolja sporedna glumica u dramskoj seriji  | Gloria Reuben | Treća sezona                            | Nominacija |
| 1997.  | Najbolja sporedna glumica u dramskoj seriji  | CCH Pounder | Treća sezona                            | Nominacija |
| 1997.  | Najbolja sporedna glumica u dramskoj seriji  | Laura Innes | Treća sezona                            | Nominacija |
| 1997.  | Najbolji sporedni glumac u dramskoj seriji   | Noah Wyle | Treća sezona                            | Nominacija |
| 1997.  | Najbolji sporedni glumac u dramskoj seriji   | Eriq La Salle | Treća sezona                            | Nominacija |
| 1997.  | Najbolja glavna glumica u dramskoj seriji    | Sherry Stringfield | Fear of Flying                          | Nominacija |
| 1997.  | Najbolja glavna glumica u dramskoj seriji    | Julianna Margulies | The Long Way Around                     | Nominacija |
| 1997.  | Najbolji glavni glumac u dramskoj seriji     | Anthony Edwards | Tribes                                  | Nominacija |
| 1997.  | Najbolja gostujuća glumica u dramskoj seriji | Veronica Cartwright | Whose Appy Now? i Faith                 | Nominacija |
| 1997.  | Najbolji gostujući glumac u dramskoj seriji  | William H. Macy | Treća sezona                            | Nominacija |
| 1997.  | Najbolji gostujući glumac u dramskoj seriji  | Ewan McGregor | The Long Way Around                     | Nominacija |
| 1997.  | Najbolja režija za dramsku seriju            | Tom Moore | Union Station                           | Nominacija |
| 1997.  | Najbolja režija za dramsku seriju            | Christopher Chulack | Last Call                               | Nominacija |
| 1997.  | Najbolja režija za dramsku seriju            | Rod Holcomb | Fear of Flying                          | Nominacija |
| 1998.  | Najbolja serija - drama                      | Michael Crichton, John Wells, Carol Flint, Lydia Woodward, Christopher Chulack, Walon Green, Neal Baer, Lance Gentile, Penny Adams, Tom Park, Wendy Spence, Jack Orman, David Mills | Četvrta sezona                          | Nominacija |
| 1998.  | Najbolja sporedna glumica u dramskoj seriji  | Gloria Reuben | Četvrta sezona                          | Nominacija |
| 1998.  | Najbolja sporedna glumica u dramskoj seriji  | Laura Innes | Četvrta sezona                          | Nominacija |
| 1998.  | Najbolji sporedni glumac u dramskoj seriji   | Noah Wyle | Četvrta sezona                          | Nominacija |
| 1998.  | Najbolji sporedni glumac u dramskoj seriji   | Eriq La Salle | Četvrta sezona                          | Nominacija |
| 1998.  | Najbolja glavna glumica u dramskoj seriji    | Julianna Margulies | Carter's Choice                         | Nominacija |
| 1998.  | Najbolji glavni glumac u dramskoj seriji     | Anthony Edwards | Family Practice                         | Nominacija |
| 1998.  | Najbolja gostujuća glumica u dramskoj seriji | Swoosie Kurtz | Suffer the Little Children              | Nominacija |
| 1998.  | Najbolja režija za dramsku seriju            | Thomas Schlamme | Ambush                                  | Nominacija |
| 1999.  | Najbolja serija - drama                      | Michael Crichton, John Wells, Carol Flint, Lydia Woodward, Christopher Chulack, Neal Baer, Jack Orman, Penny Adams, Jonathan Kaplan, Wendy Spence                                   | Peta sezona                             | Nominacija |
| 1999.  | Najbolji sporedni glumac u dramskoj seriji   | Noah Wyle | Peta sezona                             | Nominacija |
| 1999.  | Najbolja glavna glumica u dramskoj seriji    | Julianna Margulies | The Storm                               | Nominacija |
| 2000.  | Najbolja serija - drama                      | Michael Crichton, John Wells, Lydia Woodward, Neal Baer, Jack Orman, R. Scott Gemmill, Penny Adams, Patrick Harbinson, Jonathan Kaplan, Wendy Spence, Richard Thorpe                | Šesta sezona                            | Nominacija |
| 2000.  | Najbolja glavna glumica u dramskoj seriji    | Julianna Margulies | Great Expectations                      | Nominacija |
| 2000.  | Najbolji gostujući glumac u dramskoj seriji  | Alan Alda | Truth & Consequences                    | Nominacija |
| 2000.  | Najbolja režija za dramsku seriju            | John Wells | Such Sweet Sorrow                       | Nominacija |
| 2000.  | Najbolja režija za dramsku seriju            | Jonathan Kaplan | All in the Family                       | Nominacija |
| 2001.  | Najbolja serija - drama                      | Michael Crichton, John Wells, Neal Baer, Jack Orman, Meredith Stiehm, R. Scott Gemmill, Dee Johnson, Jonathan Kaplan, Chris Misiano, Joe Sachs, Wendy Spence, Richard Thorpe        | Sedma sezona                            | Nominacija |
| 2001.  | Najbolja sporedna glumica u dramskoj seriji  | Maura Tierney | Fear of Commitment i Where the Heart Is | Nominacija |
| 2001.  | Najbolji gostujući glumac u dramskoj seriji  | James Cromwell | A Walk in the Woods                     | Nominacija |
| 2001.  | Najbolja režija za dramsku seriju            | Jonathan Kaplan | The Visit                               | Nominacija |
| 2001.  | Najbolja gostujuća glumica u dramskoj seriji | Sally Field | Sedma sezona                            | Nominacija |
| 2002.  | Najbolji scenarij za dramsku seriju          | John Wells | On the Beach                            | Nominacija |
| 2002.  | Najbolja gostujuća glumica u dramskoj seriji | Mary McDonnell | Osma sezona                             | Nominacija |
| 2003.  | Najbolja gostujuća glumica u dramskoj seriji | Sally Field | Deveta sezona                           | Nominacija |
| 2003.  | Najbolji gostujući glumac u dramskoj seriji  | Don Cheadle | Deveta sezona                           | Nominacija |
| 2004.  | Najbolji gostujući glumac u dramskoj seriji  | Bob Newhart | Deseta sezona                           | Nominacija |
| 2004.  | Najbolja režija za dramsku seriju            | Christopher Chulack | The Lost                                | Nominacija |
| 2005.  | Najbolji gostujući glumac u dramskoj seriji  | Red Buttons | Jedanaesta sezona                       | Nominacija |
| 2005.  | Najbolji gostujući glumac u dramskoj seriji  | Ray Liotta | Time of Death                           | Pobjeda    |
| 2006.  | Najbolji gostujući glumac u dramskoj seriji  | James Woods | Body & Soul                             | Nominacija |
| 2007.  | Najbolji gostujući glumac u dramskoj seriji  | Forest Whitaker | Murmers of the Heart                    | Nominacija |
| 2008.  | Najbolji gostujući glumac u dramskoj seriji  | Stanley Tucci | The War Comes Home                      | Nominacija |
| 2009.  | Najbolja režija za dramsku seriju            | Rod Holcomb | And in the End                          | Pobjeda    |
| 2009.  | Najbolji gostujući glumac u dramskoj seriji  | Ernest Borgnine | And in the End                          | Nominacija |

#### Zlatni globus
| Godina | Kategorija                                | Nominiran(i)       | Sezona         | Rezultat   |
| ------ | ----------------------------------------- | ------------------ | -------------- | ---------- |
| 1995.  | Najbolja serija - drama                   |                    | Prva sezona    | Nominacija |
| 1996.  | Najbolja serija - drama                   |                    | Druga sezona   | Nominacija |
| 1996.  | Najbolja glumica u dramskoj seriji        | Julianna Margulies | Druga sezona   | Nominacija |
| 1996.  | Najbolja sporedna glumica                 | Sherry Stringfield | Druga sezona   | Nominacija |
| 1996.  | Najbolji glavni glumac u dramskoj seriji  | Anthony Edwards    | Druga sezona   | Nominacija |
| 1996.  | Najbolji glavni glumac u dramskoj seriji  | George Clooney     | Druga sezona   | Nominacija |
| 1997.  | Najbolja serija - drama                   |                    | Treća sezona   | Nominacija |
| 1997.  | Najbolji glavni glumac u dramskoj seriji  | Anthony Edwards    | Treća sezona   | Nominacija |
| 1997.  | Najbolji glavni glumac u dramskoj seriji  | George Clooney     | Treća sezona   | Nominacija |
| 1997.  | Najbolja glavna glumica u dramskoj seriji | Sherry Stringfield | Treća sezona   | Nominacija |
| 1997.  | Najbolji sporedni glumac                  | Noah Wyle          | Treća sezona   | Nominacija |
| 1998.  | Najbolja serija - drama                   |                    | Četvrta sezona | Nominacija |
| 1998.  | Najbolja glavna glumica u dramskoj seriji | Julianna Margulies | Četvrta sezona | Nominacija |
| 1998.  | Najbolja sporedna glumica                 | Gloria Reuben      | Četvrta sezona | Nominacija |
| 1998.  | Najbolji glavni glumac u dramskoj seriji  | George Clooney     | Četvrta sezona | Nominacija |
| 1998.  | Najbolji sporedni glumac                  | Noah Wyle          | Četvrta sezona | Nominacija |
| 1998.  | Najbolji sporedni glumac                  | Eriq LaSalle       | Četvrta sezona | Nominacija |
| 1998.  | Najbolji glavni glumac u dramskoj seriji  | Anthony Edwards    | Četvrta sezona | Pobjeda    |
| 1999.  | Najbolja serija - drama                   |                    | Peta sezona    | Nominacija |
| 1999.  | Najbolja glavna glumica u dramskoj seriji | Julianna Margulies | Peta sezona    | Nominacija |
| 1999.  | Najbolji glavni glumac u dramskoj seriji  | Anthony Edwards    | Peta sezona    | Nominacija |
| 1999.  | Najbolji sporedni glumac                  | Noah Wyle          | Peta sezona    | Nominacija |
| 2000.  | Najbolja glavna glumica u dramskoj seriji | Julianna Margulies | Šesta sezona   | Nominacija |
| 2000.  | Najbolja serija - drama                   |                    | Šesta sezona   | Nominacija |
| 2001.  | Najbolja serija - drama                   |                    | Sedma sezona   | Nominacija |

## Distribucija

### DVD izdanja
Kompanija Warner Home Video izdala je svih 15 sezona serije za prvu, drugu i četvrtu regiju (SAD i Kanada, Europa i Australija). U Hrvatskoj još uvijek nije izdana niti jedna sezona serije.
| Naziv DVD izdanja                         | Broj epizoda | Datum izdanja      | Datum izdanja       | Datum izdanja       |
| Naziv DVD izdanja                         | Broj epizoda | Prva regija        | Druga regija        | Četvrta regija      |
| ----------------------------------------- | ------------ | ------------------ | ------------------- | ------------------- |
| Hitna služba: Kompletna prva sezona       | 25           | 26. kolovoza 2003. | 23. veljače 2004.   | 28. travnja 2004.   |
| Hitna služba: Kompletna druga sezona      | 22           | 27. travnja 2004.  | 26. srpnja 2004.    | 15. srpnja 2004.    |
| Hitna služba: Kompletna treća sezona      | 22           | 26. travnja 2005.  | 31. siječnja 2005.  | 16. prosinca 2004.  |
| Hitna služba: Kompletna četvrta sezona    | 22           | 20. prosinca 2005. | 16. svibnja 2005.   | 27. travnja 2005.   |
| Hitna služba: Kompletna peta sezona       | 22           | 11. srpnja 2006.   | 24. listopada 2005. | 15. studenog 2005.  |
| Hitna služba: Kompletna šesta sezona      | 22           | 19. prosinca 2006. | 3. travnja 2006.    | 5. svibnja 2006.    |
| Hitna služba: Kompletna sedma sezona      | 22           | 15. svibnja 2007.  | 18. rujna 2006.     | 3. listopada 2006.  |
| Hitna služba: Kompletna osma sezona       | 22           | 22. siječnja 2008. | 16. srpnja 2007.    | 6. rujna 2007.      |
| Hitna služba: Kompletna deveta sezona     | 22           | 17. lipnja 2008.   | 29. listopada 2007. | 31. listopada 2007. |
| Hitna služba: Kompletna deseta sezona     | 22           | 3. ožujka 2009.    | 28. siječnja 2008.  | 7. svibnja 2008.    |
| Hitna služba: Kompletna jedanaesta sezona | 22           | 14. srpnja 2009.   | 21. travnja 2008.   | 7. svibnja 2008.    |
| Hitna služba: Kompletna dvanaesta sezona  | 22           | 12. siječnja 2010. | 15. rujna 2008.     | 1. listopada 2008.  |
| Hitna služba: Kompletna trinaesta sezona  | 23           | 6. srpnja 2010.    | 3. studenog 2008.   | 29. travnja 2009.   |
| Hitna služba: Kompletna četrnaesta sezona | 19           | 11. siječnja 2011. | 18. svibnja 2009.   | 28. travnja 2010.   |
| Hitna služba: Posljednja sezona           | 22           | 12. srpnja 2011.   | 21. rujna 2009.     | 12. listopada 2010. |

### Glazba u seriji
Godine 1996. kompanija Atlantic Records izdala je službeni soundtrack koji obuhvaća glazbu iz prvih dviju sezona serije, a koji sadržava glavnu glazbenu temu autora Jamesa Newtona Howarda u njezinoj punoj trominutnoj verziji kao i u skraćenoj verziji kakva se čuje u seriji tijekom uvodne špice. Ostalu glazbu iz serije koja se nalazi na soundtracku skladao je Martin Davich (Howard je skladao glazbu samo za dvosatnu pilot epizodu, a Davich je skladao sve ostale).
1. Theme From ER – James Newton Howard (3:02)
2. Dr. Lewis And Renee (iz epizode The Birthday Party) (1:57)
3. Canine Blues (iz epizode Make of Two Hearts) (2:27)
4. Goodbye Baby Susie (iz epizodeFever of Unknown Origin) (3:11)
5. Doug & Carol (iz epizode The Gift) – autori skladbe su James Newton Howard i Martin Davich (1:59)
6. Healing Hands – Marc Cohn (4:25)
7. The Hero (iz epizode Hell And High Water) autori skladbe su James Newton Howard i Martin Davich (1:55)
8. Carter, See You Next Fall (iz epizode Everything Old Is New Again) (1:28)
9. Reasons For Living – Duncan Sheik (4:33)
10. Dr. Green and a Mother's Death (iz epizode Love's Labor Lost) (2:48)
11. Raul Dies (iz epizode The Healers) (2:20)
12. Hell And High Water (iz epizode Hell And High Water) – autori skladbe su James Newton Howard i Martin Davich (2:38)
13. Hold On (iz epizode Hell And High Water) (2:47)
14. Shep Arrives (iz epizode The Healers) (3:37)
15. Shattered Glass (iz epizode Hell And High Water) (2:11)
16. Theme From ER – James Newton Howard  (1:00)
17. It Came Upon A Midnight Clear – Mike Finnegan (2:30)

## Vanjske poveznice
- Hitna služba na Internet Movie Databaseu